# Wolfgang Trautmann (Soziologe)
Wolfgang Trautmann (* 19. September 1944 in Georgenthal, Thüringen) ist ein deutscher Soziologe und Autor.
Nach dem Studium der Philosophie und Soziologie in Düsseldorf und Bochum war Trautmann in verschiedenen Berufsfeldern tätig: Markt- und Absatzforschung, Städtebau- und Regionalplanung sowie Personalplanung und -führung. Seit 1978 ist er Professor für Soziologie an der Evangelischen Fachhochschule Rheinland-Westfalen-Lippe in Bochum.

## Schriften (Auswahl)
- Utopie und Technik. Zum Erscheinungs- und Bedeutungswandel des utopische Phänomens in der modernen Industriegesellschaft, Berlin: Duncker und Humblot, 1974, (zugleich Dissertation 1973), ISBN 3-428-03168-7
- Gegenwart und Zukunft der Industriegesellschaft. Ein Vergleich der soziologische Theorien Hans Freyers und Herbert Marcuses, Bochum: Studienverlag Brockmeyer, 1976
- Kennzeichen Unrecht, Pragmatische Rechtsphilosophie, Frankfurt 1992 (2. Auflage 1994), ISBN 3-89501-026-X
- Jugendschutz 2000+ Eine mediensoziologische Denk- und Arbeitshilfe, Frankfurt/Main: R. G. Fischer, 2000, ISBN 3-89501-935-6
- Soziologie vom Anfang bis zum Ende: Eine etwas andere "Einführung in die Soziologie" - selbst erlebt oder: "Ich könnte sie knutschen, die Soziologie", Frankfurt/Main: R. G. Fischer, 2004, ISBN 3-8301-0718-8.